# Theodor Cassau
Theodor Otto Cassau (* 10. August 1884 in Berlin; † 28. September 1972 in London) war ein deutscher Wirtschaftswissenschaftler.

## Leben und Tätigkeit
Theodor Cassau war ein Sohn des Schuhmachermeisters Heinrich Cassau (1858–1944) und seiner Ehefrau Marie, geb. Noschka (1855–1940). Von Ostern 1890 bis Ostern 1894 besuchte er die Berliner Gemeindeschule und anschließend von 1894 bis 1903 die Friedrichswerdersche Oberrealschule, die er 1903 mit dem Reifezeugnis verließ.
Im Sommersemester nahm er das Studium der Geschichte an der Berliner Friedrich-Wilhelms-Universität auf, von dem er sich jedoch bald abwandte, um sich stattdessen dem Studium der Nationalökonomie zu widmen. In den letzten Jahren seines Studiums galt sein Hauptinteresse der Sozialpolitik und Gewerkschaftsgeschichte. Das Sommersemester 1907 verbrachte er in Leipzig. 1908 schloss er sein Studium an der philosophischen Fakultät der Universität zu Leipzig mit einer von Karl Bücher betreuten Dissertation über den Holzarbeiterverband ab und wurde zum Dr. rer. oec. promoviert; sein Rigorosum fand am 23. Juni 1908 statt.
Am 1. Januar 1908 trat Cassau in das „Büro für Sozialpolitik“ und in die Redaktion der Zeitschrift Soziale Praxis als Mitarbeiter ein, für die er bis September 1909 tätig blieb. Von Oktober 1909 bis September 1910 war er am Institut für Gemeinwohl in Frankfurt beschäftigt. Später wechselte er als Redakteur zur Konsumgenossenschaftlichen Rundschau, für die er von Oktober 1910 bis März 1913 schrieb. Im Jahr 1914 unternahm er eine ausgedehnte Studienreise, die ihn u. a. durch Großbritannien und Frankreich führte. Von 1915 bis 1916 leitete Cassau die Statistik- und die Berichtsabteilung der Zentraleinkaufsgesellschaft.
Während des Ersten Weltkriegs wurde Cassau ab 1916 zum Kriegsdienst herangezogen. Während dieser Zeit war er u. a. für zehn Monate bei der Wissenschaftlichen Kommission des Reichskriegsamtes beschäftigt.
Nach der auf den militärischen Zusammenbruch des Deutschen Reiches im November 1918 folgenden Novemberrevolution wurde Cassau zusammen mit Hermann Paul Reißhaus zum Co-Vorsitzenden des am 9. November 1918 gewählten Erfurter Arbeiter- und Soldatenrates gewählt. Im Dezember 1918 nahm er als Delegierter für den Wahlbezirk Erfurt am 1. Rätekongress in Berlin teil, wobei er zur Fraktion der Mehrheitssozialisten (MSPD) gehörte. Am 30. Dezember 1918 heiratete er in Berlin die 31-jährige Studentin Jeanette Cohnheim (1887–1933), eine Tochter des jüdischen Kaufmanns Eduard Cohnheim.
Von 1918 bis 1921 war Cassau Berater des Reichswirtschaftsministeriums, zeitweise mit dem Rang eines Referenten. Anschließend war er von 1921 bis 1923 volkswirtschaftlicher Syndikus des Deutschen Holzarbeiterverbandes. Von Juli 1925 bis April 1928 leitete er den Wirtschaftsteil des Berliner Tageblattes als Handelsredakteur. In diesen Jahren stand er dem Hofgeismar-Kreis der Jungsozialisten nahe.
Von Mai 1928 bis 1933 amtierte Cassau als Direktor des Preußischen Statistischen Landesamtes in Berlin im Rang eines Regierungsdirektors. Seine besondere Zuständigkeit dort war die Wirtschafts- und Sozialstatistik.
Nach dem Machtantritt der Nationalsozialisten im Frühjahr 1933 wurde Cassau wegen seiner Ehe mit einer jüdischen Frau gemäß den Bestimmungen des Gesetzes zur Wiederherstellung des Berufsbeamtentums aus dem Staatsdienst entlassen. Jeanette Cassau war inzwischen ebenfalls promovierte Wissenschaftlerin, die neben Nelly Auerbach und Käthe Leichter als eine von wenigen Frauen zu jener Zeit im Bereich Gewerkschaftstheorie und -soziologie forschte und publizierte. Sie starb am 2. Mai 1933 im Alter von 46 Jahren in Berlin.
1934 emigrierte der verwitwete Cassau nach Großbritannien, wo er sich in London niederließ.
In Deutschland wurde Cassau nach seiner Emigration von den nationalsozialistischen Polizeiorganen als Staatsfeind eingestuft: Im Frühjahr 1940 setzte das Reichssicherheitshauptamt in Berlin ihn auf die Sonderfahndungsliste G.B., ein Verzeichnis von Personen, die im Falle einer erfolgreichen Invasion und Besetzung der britischen Inseln durch die Wehrmacht von den Besatzungstruppen nachfolgenden Sonderkommandos der SS mit besonderer Priorität ausfindig gemacht und verhaftet werden sollten.
Theodor Cassau starb am 28. September 1972 wenige Wochen nach Vollendung seines 88. Lebensjahres im Londoner Stadtbezirk Haringey.

## Schriften (Auswahl)
- Dissertation: Der deutsche Holzarbeiterverband: Verfassung und Verwaltung einer modernen Gewerkschaft, Altenburg 1909. (auch als zweiteiliger Beitrag erschienen in Jahrbuch für Gesetzgebung, Verwaltung und Volkswirtschaft im Deutschen Reich Jg. 33, Heft 1, S. 229–264 und Heft 2, S. 149–188).
- Arbeiterschaft und Intellektuelle. In: Otto Jenssen: Der lebendige Marxismus. Festgabe zum 70. Geburtstage von Karl Kautsky. Jena 1924, S. 177–194.
- Die Konsumsvereinsbewegung in Deutschland, 1924. (auch auf Englisch als The Consumers’ Co-operative Movement in Germany, 1925)
- Das Führerproblem innerhalb der Gewerkschaften
- Warenhaus und Konsum. In: Probleme des Warenhauses, Berlin 1928, S. 100 f.
- Die Gewerkschaftsbewegung, ihre Soziologie und ihr Kampf, 1930.